# Wolfgang Reiter (Kulturwissenschaftler)
Wolfgang Reiter (* 2. Oktober 1955) ist ein österreichischer Kulturwissenschaftler, Autor und Theaterleiter.

## Leben
Begonnen hat seine Laufbahn mit einem Studium der Theaterwissenschaft und Publizistik an der Universität Wien (Abschluss Dr. phil. im Jahre 1984). Schon während des Studiums widmete er sich als Gründungsmitglied (gemeinsam mit Justus Neumann) und Dramaturg der Wiener Theatergruppe „Narrnkastl“ auch der praktischen Theaterarbeit. Von 1984 bis 1987 arbeitete er als freier Mitarbeiter in der Kulturredaktion des Österreichischen Fernsehens (ORF) und wechselte danach bis 1989 als Redakteur zur Wiener Stadtzeitung „Falter“. Danach wurde er freier Theaterkritiker, unter anderem für „Musik & Theater“ und die „Neue Zürcher Zeitung“, bei der er bis 2000 tätig war.
Neben seiner journalistischen Arbeit widmete sich Reiter von 1985 bis 1995 als Gründungs- und Vorstandsmitglied des Instituts für Kulturstudien (IKUS) in Wien auch wissenschaftlichen Studien (u. a. zur Jugendkultur, Ernährungskultur und Multikulturalität) sowie kulturpolitischen Beratungen und Konzepten (u. a. zur Wiener Theaterförderung und zur regionalen Kulturentwicklung in der neuen niederösterreichischen Landeshauptstadt St. Pölten). 1992 trat er zudem eine Stelle als leitender Mitarbeiter im „Büro 95/96“ zur Konzeption des Kulturprogramms der Österreichischen Bundesregierung anlässlich des Millenniums und des Jubiläums der Gründung der 2. Republik an.
Zwei Jahre später wechselte er als Kulturredakteur und Theaterkritiker zum Österreichischen Nachrichtenmagazin „Profil“, um sich ab 2000 wieder der praktischen Theaterarbeit zu widmen: bis 2003 als Chefdramaturg beim Grazer Festival „Steirischer Herbst“, von 2004 bis 2008 als künstlerischer Leiter und Direktor des Theater am Neumarkt Zürich sowie als Regisseur (u. a. inszenierte er 2008 seine Dramenfassung von Wolf Haas’ Roman „Das Wetter vor 15 Jahren“ am Wiener Theater Drachengasse). Als Dramaturg und Theaterleiter entwickelte und betreute Reiter Ur- und Erstaufführungen sowie Auftragsproduktionen u. a. von Elfriede Jelinek, Valère Novarina, Kathrin Röggla, Josef Winkler, Martin Suter und Händl Klaus (dessen Stück „Wilde oder der Mann mit den traurigen Augen“ 2004 zum Berliner Theatertreffen und zu den Mülheimer Theatertagen eingeladen wurde).
Ab 2009 fokussierte Reiter seine Tätigkeit wieder primär auf seine publizistische, kulturwissenschaftliche und kuratorische Arbeit mit Projekten u. a. im Rahmen des steirischen Kulturfestivals „Regionale“ („Essgeschichten“, 2010), in der Film- und Fernsehbranche (Drehbücher, Treatments) und (gemeinsam mit Hanni Rützler) Studien, Publikationen und Veranstaltungen zur Esskultur.
Seit 2014 arbeitet er als Dramaturg kontinuierlich mit der Choreographin und Regisseurin Christine Gaigg, u. a. bei dem Bühnenessay „Maybe the way you made love twenty years ago is the answer?“ (UA, Steirischer Herbst, 2014) und der Performance „untitled (look, look, come closer)“ zu einer Komposition von Klaus Schedl (UA, Impulstanz Wien, 2015).

## Werke
- mit Roman Horak, Kurt Stocker (Hrsg.): Ein Spiel dauert länger als 90 Minuten – Fußball und Gewalt in Europa. Junius, Wien 1988, ISBN 3-88506-158-9.
- Wolfgang Reiter u. a.: Die Inszenierung des Grauens – Zur Brüsseler, Fußballkatastrophe‘ und ihrer medialen Aufbereitung. In: Wilfried Graf, Klaus Ottomeyer (Hrsg.): Szenen der Gewalt in Alltagsleben, Kulturindustrie und Politik. Verlag für Gesellschaftskritik, Wien 1989, ISBN 3-85115-109-7.
- mit Roman Horak (Hrsg.): Die Kanten des runden Leders – Beiträge zur europäischen Fußballkultur. Promedia, Wien 1991, ISBN 3-900478-45-7.
- Wiener Theatergespräche – Über den Umgang mit Dramatik und Theater. Falter, Wien 1993, ISBN 3-85439-095-5.
- mit Roman Horak, Tanil Bora: Futbol ve Kültürü. Iletisim 1993, ISBN 975-470-372-8.
- Der poetische Aggressor – Peter Handkes winterliche Lesereise. In: Thomas Deichmann (Hrsg.): Noch einmal für Jugoslawien: Peter Handke. Frankfurt 1999, ISBN 3-518-39406-1.
- „Der Journalismus hat versagt.“ – Was aber, wenn Handke am Ende recht behalten sollte? In: Thomas Deichmann (Hrsg.): Noch einmal für Jugoslawien: Peter Handke. Frankfurt 1999, ISBN 3-518-39406-1.
- mit Hanni Rützler: Food Change – 7 Leitlinien für eine neue Esskultur. Krenn, Wien 2010, ISBN 978-3-99005-031-6.
- mit Hanni Rützler: Vorwärts zum Ursprung – Gesellschaftliche Megatrends und ihre Auswirkungen auf eine Veränderung unserer Esskulturen. In: Angelika Ploeger, Gunther Hirschfelder, Gesa Schönberger (Hrsg.): Die Zukunft auf dem Tisch. VS, Wiesbaden 2011, ISBN 978-3-531-17643-7.
- mit Hanni Rützler: Muss denn Essen Sünde sein? Orientierung im Dschungel der Ernährungsideologien. Brandstätter, Wien 2015, ISBN 978-3-85033-857-8.